# Delia tenupenis
Delia tenupenis este o specie de muște din genul Delia, familia Anthomyiidae, descrisă de Fan și Zhong în anul 1982. Conform Catalogue of Life specia Delia tenupenis nu are subspecii cunoscute.